# 海味街 (廣州)
海味街 （页面存档备份，存于） 是一條原本在廣東省廣州市的街巷，原位於泰康路南太平沙北，西接環珠里。據信光緒初年已成形海味市集，可以說海味街是後期一德路發展為「海味街」的起點。由於臨近江邊，在天字碼頭入城的路徑上，舊日此地有定居水手與疍家人。1930年代有集聚鹽商約十家於此經營。原本街區有不少民國建築，2011到2015年左右被當局連片清拆，現時地皮空置不知其用。

## 附近道路
- 泰康路
- 北京南路
- 珠光路